# Michał Odlanicki-Poczobutt

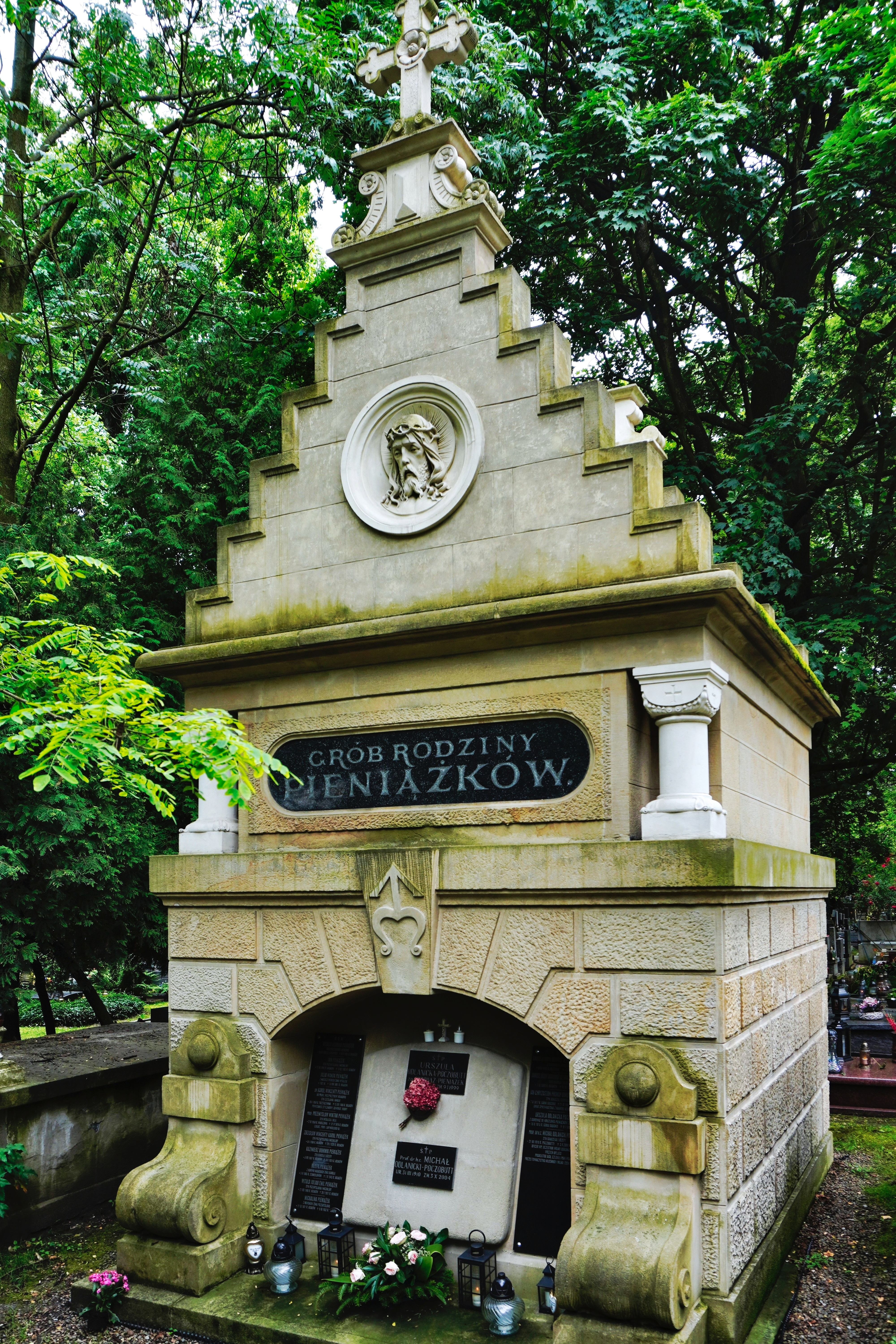
Grobowiec rodziny Pieniążków, grób Michała Odlanickiego-Poczobutta na cmentarzu Rakowickim w Krakowie

Michał Odlanicki-Poczobutt h. Pogonia (ur. 31 marca 1910 w Poczobutach, zm. 3 października 2004 w Pszczynie) – polski geodeta, profesor Akademii Górniczo-Hutniczej w Krakowie, członek PAN.

## Życiorys
Urodził się 31 marca 1910 w Poczobutach, w rodzinie Ignacego i Józefy. Uczęszczał do gimnazjum klasycznego ojców jezuitów w Wilnie i humanistycznego im. A. Mickiewicza w Grodnie. W latach 1929–1934 studiował na Wydziale Geodezyjnym Politechniki Warszawskiej. W latach 1934–1935 odbył służbę wojskową we Włodzimierzu Wołyńskim, kończąc Szkołę Podchorążych Rezerwy Artylerii. Przed wybuchem II wojny światowej pracował od roku 1935 w Urzędzie Ziemskim w Krakowie, a następnie kierował działem geodezji w Biurze Regionalnego Planu Zabudowania Okręgu Krakowskiego (1938–1939), gdzie zajmował się problemami planowania przestrzennego na terenach górskich. W 1938 uzyskał licencję mierniczego przysięgłego.
W 1939, jako żołnierz 6. pułku artylerii lekkiej Armii Kraków, brał udział w kampanii wrześniowej, a po jej zakończeniu przebywał w obozie jenieckim w Bochni. Po uwolnieniu powrócił do Krakowa i otworzył biuro mierniczego. W czasie okupacji prowadził wykłady z geodezji w Szkole Górniczo-Hutniczo-Mierniczej na Krzemionkach w Krakowie (1941–1943).
W 1945 organizował Wydział Zabudowy Osiedli w Ministerstwie Rolnictwa oraz współorganizował oraz był kolejno zastępcą dyrektora i dyrektorem Regionalnej Dyrekcji Planowania Przestrzennego w Krakowie. W latach 1949–1950 wiceprzewodniczący ds. planowania przestrzennego Wojewódzkiej Komisji Planowania Gospodarczego w Krakowie. Jednocześnie od 1945 pracował na krakowskiej uczelni technicznej (Akademii Górniczo-Hutniczej, do 1949 pod nazwą Akademia Górnicza).
Na AGH kierował Katedrą Urządzeń Rolnych (1945–1951), Katedrą Geodezji (1951–1969), Instytutem Geodezji Górniczej i Przemysłowej (1969–1979). W 1974 współtworzył i został kierownikiem Zakładu Informatyki Geodezyjno-Kartograficznej (do 1980). Od 1951 był profesorem nadzwyczajnym, od 1960 profesorem zwyczajnym; w 1954 i 1960–1964 pełnił funkcję dziekana Wydziału Geodezji Górniczej, a w latach 1954–1956 był prorektorem AGH. W 1980 przeszedł na emeryturę.
Od 1952 wchodził w skład Komitetu Geodezji PAN, był jednym ze współtwórców tego komitetu, do 1953 wiceprzewodniczącym, następnie dwukrotnie (1953–1972 i 1985–1990) przewodniczącym; w 1990 nadano mu tytuł honorowego przewodniczącego. W 1983 wybrany na członka korespondenta PAN, w 1989 został członkiem rzeczywistym. W tym samym roku został członkiem czynnym Polskiej Akademii Umiejętności. Był członkiem rad naukowych Instytutu Geodezji i Kartografii w Warszawie w latach 1952–1991 (1975–1991 przewodniczącym), Centrum Informatycznego Geodezji i Kartografii w Warszawie (przewodniczący 1974–1988), Instytutu Historii Nauki, Oświaty i Techniki PAN w Warszawie (1975–1986). Był także członkiem Centralnej Komisji Kwalifikacyjnej ds. Kadr Naukowych przy Prezesie Rady Ministrów.
Brał aktywny udział w pracach szeregu towarzystw naukowych polskich i międzynarodowych. Członek Towarzystwa Uniwersytetów Powszechnych od 1938, kierował oddziałem krakowskim Towarzystwa, w 1969 otrzymał członkostwo honorowe. Od 1945 działał w Stowarzyszeniu Geodetów Polskich (członek honorowy 1980), od 1957 w Polskim Towarzystwie Fotogrametrii i Teledetekcji (do 1984 pod nazwą Polskie Towarzystwo Fotogrametryczne), od 1950 w Polskim Towarzystwie Miłośników Astronomii (1986–1989 prezes Zarządu Głównego, 1989 prezes honorowy). Członek Międzynarodowej Asocjacji Geodetów w Międzynarodowej Unii Geodezyjno-Geofizycznej (1991 członek honorowy) oraz Międzynarodowej Federacji Geodetów (współorganizator i przewodniczący Komisji Literatury Geodezyjnej). W 1980 został także członkiem honorowym Węgierskiego Towarzystwa Geodezji i Kartografii.
W 1966, 1972, 1975 i 1980 otrzymał nagrody ministerialne, w 1974 i 1990 zespołowe Nagrody Miasta Kraków, w 1976 Nagrodę Prezesa Głównego Urzędu Geodezji i Kartografii. Był również laureatem kilku nagród rektora AGH. Został wyróżniony w 1998 doktoratem honoris causa Akademii Rolniczo-Technicznej w Olsztynie. Był autorem cenionych podręczników z geodezji i planowania przestrzennego, a także wielu innych prac naukowych.
Od 31 października 1938 był mężem Urszuli z Pieniążków h. Odrowąż (1915–1999), z którą miał córkę Teresę (ur. 1951).
Zmarł 3 października 2004 w Pszczynie, pochowany na cmentarzu Rakowickim w Krakowie (kwatera AB-płn-4).

## Wybrane publikacje
- Projekt zastosowania zdjęć fotolotniczych przy pracach związanych z przebudową ustroju rolnego na terenach województw południowych (1939)
- Scalenie rolne jako realizacja programowego zagospodarowania obszaru (1939)
- Geodezja (1958, wiele wydań)[7]
- Planowanie osiedli wiejskich jako realizacja regionalnych planów zagospodarowania przestrzennego (1966)
- Koncepcja systemu informacji kompleksowej o terenie w procesie planowania przestrzennego (1978)
- Geodetic and Cartographic Problems in Country and Town Planning (1988)
- Nicolaus Copernicus – Geodetist and Cartographer (1991, współautor).

## Ordery i odznaczenia
- Krzyż Komandorski z Gwiazdą Orderu Odrodzenia Polski (1990)[8][2]
- Krzyż Komandorski Orderu Odrodzenia Polski (1969)[8][2]
- Krzyż Oficerski Orderu Odrodzenia Polski (1958)[8][2]
- Złoty Krzyż Zasługi (16 lipca 1954)[9]
- Medal „Za udział w wojnie obronnej 1939” (1986)[2]
- Medal 10-lecia Polski Ludowej (15 stycznia 1955)[10]
- Medal Komisji Edukacji Narodowej[8]
- Medal im. Mikołaja Kopernika PAN (2000)
- Odznaka Weterana Walk o Niepodległość[8]
- Złota Odznaka „Za zasługi w dziedzinie geodezji i kartografii”[8]
- Złota Odznaka „Za Pracę Społeczną dla miasta Krakowa”[8]

## Upamiętnienie
Nazwisko Michała Odlanickiego Poczobutta zostało umieszczone na tablicach: członków honorowych Stowarzyszenia Wychowanków AGH oraz zasłużonych dla AGH, które znajdują się w gmachu głównym uczelni.